# Omar de Jesús Mejía Giraldo

Wappen von Jesús Mejía Giraldo als Erzbischof von Florencia

Omar de Jesús Mejía Giraldo (* 21. Januar 1966 in El Santuario, Departamento de Antioquia, Kolumbien) ist ein kolumbianischer Geistlicher und römisch-katholischer Erzbischof von Florencia.

## Leben
Omar de Jesús Mejía Giraldo empfing am 16. November 1991 das Sakrament der Priesterweihe.
Am 27. April 2013 ernannte ihn Papst Franziskus zum Bischof von Florencia. Der Bischof von Sonsón-Rionegro, Fidel León Cadavid Marín, spendete ihm am 29. Juni desselben Jahres die Bischofsweihe; Mitkonsekratoren waren der Erzbischof von Medellín, Ricardo Tobón, und der Erzbischof von Ibagué, Flavio Calle Zapata.
Mit der Erhebung des Bistums Florencia zum Erzbistum am 13. Juli 2019 wurde er zu dessen erstem Erzbischof ernannt.
Von Mai 2021 bis zum 2. Oktober 2024 war er zusätzlich Apostolischer Administrator des vakanten Bistums San Vicente del Caguán.